# Gottlob Linck
Gottlob Eduard Linck (* 20. Februar 1858 in Ötisheim bei Maulbronn; † 22. Dezember 1947 in Jena) war ein deutscher Mineraloge und Kristallograph und mehrmals Rektor der Universität Jena.

## Leben
Linck studierte in Stuttgart, an der Universität Straßburg und der Universität Tübingen. 1879 trat er der Burschenschaft Alemannia Stuttgart bei. 1883 wurde er in Straßburg promoviert und wurde dort 1885 Assistent für Mineralogie und 1888 außerordentlicher Professor für Mineralogie und Petrographie. Von 1894 bis zu seiner Emeritierung 1930 war er Professor an der Universität Jena, wo er fünfmal zum Rektor gewählt wurde (1896, 1906, 1912, 1920 und 1924).
Linck begründete 1914 die Zeitschrift „Chemie der Erde“, die noch heute erscheint.
Er befasste sich vor allem mit Kristallographie. Das Jenaer Institut befasste sich seit Anfang des 20. Jahrhunderts mit Kristallzüchtung. Er legte Wert auf die Anwendbarkeit seiner Forschungen und die Zusammenarbeit mit den örtlichen Zeiss-Werken. Im Auftrag der Firma suchte er in mehreren Ländern nach Vorkommen von Flussspat.
Nach dem Ersten Weltkrieg verlagerte sich sein Forschungsinteresse auf die Entstehung der Dolomite und auf Meteoritenkunde.
Gottlob Linck war von 1935 bis 1940 als Nachfolger von Wilfried von Seidlitz Vorsitzender des Thüringischen Geologischen Vereins.
Sein Nachfolger am Lehrstuhl für Mineralogie war Fritz Heide.

## Ehrungen
- Gottlob-Linck-Straße in Ötisheim
- 1924 Dr. rer. pol. h. c. der Universität Jena
- Dr. rer. nat. h. c. der Universität Tübingen
- Ehrenbürger der Universität Jena
- Mitglied der Leopoldina seit 1895
- 1928 Ehrenmitglied im Thüringischen Geologischen Verein[4]
- 1931 Ernennung zum Ehrenmitglied der Deutschen Mineralogischen Gesellschaft, die er mit gründete.
- 1938 Verleihung der Goethe-Medaille für Kunst und Wissenschaft

## Schriften
- Goethes Verhältnis zur Mineralogie und Geognosie. Rede gehalten zur Feier der akademischen Preisverteilung am 16. Juni 1906, Jena, G. Fischer 1906.
- Ueber die Bildung der Oolithe und Rogensteine. In: Jenaische Zeitschrift für Naturwissenschaft, 45, Neue Folge 38, Jena 1909, Tafel 24–25, S. 267–278.
- Grundriß der Kristallographie für Studierende und zum Selbststudium, Jena, G. Fischer 1896, 4. Auflage 1920.
- Mineralogie. In: Gustav Abb (Hrsg.): Aus fünfzig Jahren deutscher Wissenschaft. Die Entwicklung ihrer Fachgebiete in Einzeldarstellungen. de Gruyter, Berlin 1930, S. 358–361.